# レゴニンジャゴー ザ・ムービー
『レゴニンジャゴー ザ・ムービー』（The Lego Ninjago Movie）は、2017年に公開されたアメリカ合衆国とデンマークの合作によるコンピュータアニメーションの冒険・コメディ映画である。
本作は一見ストップモーションでレゴを動かしているように見えるが、全編CGアニメーションで作られており、オーストラリアのVFX制作会社アニマル・ロジックが制作を手掛けている（一部実写がある）。

## あらすじ
少年はある日、古物店の謎めいた店主・リューに出会い、レゴの世界にある都市「ニンジャゴー」の物語を聞かされる。
この街は、悪の将軍ガーマドンと、海の生物をテーマにした子分の軍団にたびたび脅かされている。ロイドはガーマドンの息子であるためにニンジャゴーシティの皆から軽蔑され、精神的ストレスにさらされている。皆は知らないが、ロイドはニンジャチームのリーダーであった。ロイドは、カイ、コール、ジェイ、ゼイン、ニャ、そして彼らのマスターであるウー（ガーマドンの兄でロイドの叔父）からなるニンジャチームのリーダーであり、彼らは常にガーマドンがニンジャゴーを乗っ取ろうとするのをいつもメカで阻止している。ガーマドンがニンジャゴー征服に失敗するたびに、彼の技術部門は巨大な新型メカを開発する。
戦いに勝利したニンジャチームに、ウーは彼らの“ユニークな要素”がガーマドンを打ち負かす唯一の方法であることを忍者に伝える。カイが火、コールが土、ジェイが雷、ゼインが氷、そしてニャが水であるのに対し、ロイドは自分のエレメントが「緑」であることを知り苛立つ。ウーはまた“アルティメット・ウェポン”についても言及し、ウーが誰もその装置を使うことはできないと警告したが、ロイドに「ガーマドンを止める」という新たな希望を与えることになる。翌日、ガーマドンは新しいメカでニンジャゴーを攻撃し、今度はロイドを倒すことに成功して勝利にほくそ笑む。ロイドはアルティメット・ウェポンを持ってきて発射するが、その機能はニャースラという実写の猫を引き付けるレーザーポインタであった。ガーマドンがニンジャチームのメカにレーザーを向けるとニャースラはそれを破壊してしまうが、ロイドはアルティメット・ウェポンを破壊する。ガーマドンが勝利を祝うとロイドは自身の正体を晒し、父親であるガーマドンを糾弾し、混乱させる。
ロイドは仲間とウーに会い、ウーから、島の反対側にあるニンジャゴーを破壊しようとするニャースラを止めるために“アルティメット・アルティメット・ウェポン”を使わなければならないと告げられる。それを立ち聞きしていたガーマドンは、すぐ後を追いかけてニンジャを妨害する。ウーとガーマドンは戦い、ガーマドンを檻に閉じ込めることに成功するが、ウーは橋から下の川に落ちてしまう。流される前に、ウーはニンジャに「内なる平和」を見つけなければならないと言い残す。ニンジャはガーマドンに先導されながら旅を続け、ロイドを困らせる。しかし、2人は旅を通して絆を深め、ニンジャはメカだけに頼らずに戦うことを学ぶ。一行はガーマドンの解雇された将軍たちと遭遇するが生き延び、ガーマドンはロイドに戦い方を教える。
彼らは最終的にガーマドンの幼少期の家である、朽ち果てそうな神殿に墜落する。彼はロイドに、彼の母であるココはかつて“レディ・アイアン・ドラゴン”という名の戦士であり、ガーマドンがニンジャゴーを征服することを決めた後、彼と一緒にいたかったが、彼のやり方を変えることができなかった、それが彼らが離れていなければならなかった理由だと話す。ニンジャは“アルティメット・アルティメット・ウェポン”、彼らのエレメンタル・パワーに似たレゴのピースのセットで構成されたチェストを見つけるが、ロイドが反乱を起こした将軍の代わりを務めるという申し出を断った後、断固として街を乗っ取ろうとするガーマドンに盗まれてしまう。予想外の展開で、ガーマドンは崩壊し始めた寺院の中にニンジャを閉じ込める。ロイドは“内なる平和”とは、自分たちのエレメンタル・パワーを解き放ち、崩壊する寺院から脱出しなければならないことを悟る。崖から落ちるところをウーに助けられ、忍者の空飛ぶ船「デスティニーズ・バウンティ」でニンジャゴーシティに戻る。
ガーマドンはアルティメット・ウエポンでニャースラを倒そうとするが、食べられてしまう。ロイドたちが到着し、ガーマドンの軍勢と戦い始める。ロイドはニャースラに近づくと、自分がグリーン・ニンジャであることを皆に明かし、“グリーン”が生命を意味すること、そして自分のエレメントがニンジャと家族をつなぐものであることに気づく。彼はニャースラを慰めて手なずけ、ガーマドンに深く謝罪し、彼を許すと言う。自分の過ちに気づいたガーマドンは火の涙を流し、ニャースラは彼を外に吐き出してしまう。ロイドとガーマドンが和解し、ニャースラはニンジャゴーのマスコットになり、ロイドはヒーローとして賞賛される。
リューはニンジャゴーについての話を終えると、少年に偉大な忍者戦士になる可能性があることを伝え、夜明けに訓練を開始することを告げる。

## キャスト
※括弧内は日本語吹替版の声優
- ロイド - デイヴ・フランコ（松井恵理子）
- ブラックガーマドン - ジャスティン・セロー（山寺宏一）
- コール - フレッド・アーミセン（斎藤楓子）
- ニャー - アビ・ジェイコブソン（内田彩）
- ココ - オリヴィア・マン（沢城みゆき）
- ジェイ - クメイル・ナンジアニ（おおしたこうた）
- カイ - マイケル・ペーニャ（森嶋秀太）
- ゼン - ザック・ウッズ（橘諒）
- ウー先生 - ジャッキー・チェン（一条和矢）
- 店の亭主  リュー  - ジャッキー・チェン（石丸博也）

## 評価
レビュー・アグリゲーターのRotten Tomatoesでは134件のレビューで支持率は55%、平均点は5.80/10となった。Metacriticでは33件のレビューを基に加重平均値が55/100となった。

## テレビ放送
| 回数 | テレビ局   | 番組名（放送枠名） | 放送日              | 放送時間    | 放送分数 | 視聴率 | 備考         | 出典  |
| ---- | ---------- | ------------------ | ------------------- | ----------- | -------- | ------ | ------------ | ----- |
| 1    | 日本テレビ | 映画天国           | 2020年2月18日（火） | 1:59 - 3:59 | 120分    | 1.1%   | 地上波初放送 | [ 4 ] |